# Galassia Nana Ellittica del Sagittario
La Galassia Nana Ellittica del Sagittario (abbreviata in Sag DEG dal nome in inglese) è una galassia satellite della Via Lattea. Ha un diametro di circa 10.000 anni luce, e si trova adesso a 70.000 anni luce di distanza dalla Terra, in un'orbita polare (rispetto alla Via Lattea) che ha un raggio di 50.000 anni luce.
Al suo interno sono stati scoperti quattro ammassi globulari, il più brillante dei quali, NGC 6715 (M54), era noto già prima della scoperta della galassia avvenuta nel 1994.

## Caratteristiche
È una delle più vicine galassie compagne della Via Lattea, ma si trova dalla parte opposta del nucleo galattico rispetto a noi, ed è di conseguenza molto debole e difficile da osservare, anche se copre una grande porzione di cielo. Fu scoperta solo nel 1994 da R. Ibata, Michael J. Irwin, e G. Gilmore, ed immediatamente riconosciuta come la galassia esterna più vicina. Sag DEG sembra essere una galassia molto vecchia, con poca polvere interstellare e composta più che altro da stelle di popolazione II, vecchie e povere di metalli rispetto a quelle della Via Lattea. Non è stata rilevata la presenza di idrogeno neutro.

## Evoluzione dell'orbita
Nel suo percorso chiuso a spirale, la galassia sembra essere passata diverse volte attraverso il piano della Via Lattea.
Nel 2018 il progetto Gaia dell'Agenzia spaziale europea ha mostrato che Sag DEG ha causato perturbazioni in una serie di stelle in prossimità del centro della Via Lattea, causando inaspettate increspature nel loro moto innescate al momento del passaggio attraverso la nostra galassia tra 300 e 900 milioni di anni fa.
Basandosi sulla sua traiettoria attuale, Sag DEG sembra destinata a passare attraverso il disco galattico della Via Lattea entro i prossimi cento milioni di anni, ed è in via di lento assorbimento da parte della nostra galassia che ha una massa 10.000 volte più grande. La dissipazione del nucleo centrale di Sag DEG e la sua integrazione nella Via Lattea dovrebbe completarsi nel giro di un miliardo di anni.
All'inizio, molti astronomi pensavano che Sag DEG fosse già ad uno stadio avanzato di disgregazione, cioè che gran parte della sua materia fosse già stata mescolata a quella della Via Lattea. Ma Sag DEG è ancora un'entità a sé, anche se ha la forma di un'ellisse allungata, e sembra muoversi in un'orbita più o meno polare attorno alla Via Lattea, ad appena 50.000 anni luce dal centro galattico. Anche se potrebbe essere stata in origine una palla di stelle in moto verso la Via Lattea, Sag DEG è smembrata dalle forze di marea che hanno agito per centinaia di milioni di anni. Simulazioni numeriche suggeriscono che le stelle strappate alla galassia si troverebbero sparse in filamenti lungo il suo percorso, dove sono state in effetti trovate.
Alcuni astronomi pensano però che Sag DEG sia stata in orbita attorno alla Via Lattea per alcuni miliardi di anni, e che abbia già completato dieci orbite. La sua capacità di rimanere intera nonostante questi stress indicherebbe una concentrazione stranamente alta di materia oscura al suo interno.
D'altra parte, altri fanno notare le similarità tra le stelle di Sag DEG e quelle della Grande Nube di Magellano.
Dal momento della sua scoperta fino al 2003 si pensava che Sag DEG fosse la galassia esterna più vicina alla Terra, ma questo posto potrebbe essere stato preso dalla ipotetica Galassia Nana Ellittica del Cane Maggiore, scoperta in seguito e purché la sua esistenza sia confermata.
Sag DEG non va confusa con Sag DIG, la Galassia Nana Irregolare del Sagittario, una piccola galassia posta a quasi 4 milioni di anni luce da noi.

## Ammassi globulari
Sgr DEG contiene almeno nove ammassi globulari. Di questi, M 54 sembra essere posizionato proprio nel suo nucleo, mentre tre si trovano nel corpo centrale della galassia: Terzan 7, Terzan 8 e Arp 2.
Inoltre Palomar 12, Whiting 1, NGC 2419, NGC 4147 e NGC 5634 sono incluse nella sua corrente stellare.
Si tratta comunque di un numero di ammassi stellari insolitamente basso, ma un'analisi dei dati di Vista Variables in the Via Lactea e Gaia EDR3 ne mostra almeno un'altra ventina. Gli ammassi stellari di recente scoperta mostrano una maggiore abbondanza di metalli rispetto a quelli precedentemente conosciuti.

## Metallicità
Sgr DEG contiene variegate popolazioni stellari, con età che vanno da quella dei più vecchi ammassi globulari (che hanno un'età quasi pari a quella dell'Universo) a tracce di giovani popolazioni con un'età di qualche centinaio di milioni di anni. Mostra inoltre una correlazione tra età e metallicità, in quanto le popolazioni più antiche sono povere di metalli ([Fe/H] = −1,6 ± 0,1), mentre le popolazioni più giovani hanno abbondanze superiori a quelle del Sole.